# Santiago Tomás Castro
Santiago Tomás Castro (Caseros, Argentina, 18 de septiembre de 2004) es un futbolista argentino que juega de delantero en el Bologna F. C. 1909 de la 
Serie A.

## Trayectoria
Castro debutó en Vélez Sarsfield el 3 de agosto de 2021 ante Atlético Tucumán.
Tuvieron que pasar dos años para que Santiago Castro pueda empezar a ser titular en Vélez Sarsfield, donde lo salvaría del descenso tras una crisis institucional, convirtiendo 6 goles en la Copa de la Liga y también lograría ser el máximo artillero del club en 2023 con 7 tantos.
A fines de enero de 2024 se confirma la transferencia del jugador al Bologna de la Primera División de Italia por un monto aproximado a los 10 millones de dólares.

## Selección nacional
Fue convocado a la  Selección Sub-16 de Argentina y el 8 de diciembre de 2019 disputó su único partido oficial en la categoría.
Fue citado al Campeonato Sudamericano Sub-20 de 2023. Debutó el 12 de mayo de 2022 en la categoría. Disputó 7 partidos convirtiendo 4 goles.
Luego de un buen desempeño individual en la Copa de la Liga con Vélez Sarsfield, Javier Mascherano decidió convocarlo nuevamente para disputar el torneo Preolímpico Sudamericano Sub-23.
El 15 de diciembre de 2023 debutó en la categoría. Lleva 13 partidos con 2 goles.

## Estadísticas

### Clubes
Actualizado al último partido disputado el 24 de mayo de 2025.
| Club                            | Div.          | Temporada     | Liga  | Liga  | Liga   | Copas nacionales | Copas nacionales | Copas nacionales | Copas internacionales | Copas internacionales | Copas internacionales | Total | Total | Total  |
| Club                            | Div.          | Temporada     | Part. | Goles | Asist. | Part.            | Goles            | Asist.           | Part.                 | Goles                 | Asist.                | Part. | Goles | Asist. |
| ------------------------------- | ------------- | ------------- | ----- | ----- | ------ | ---------------- | ---------------- | ---------------- | --------------------- | --------------------- | --------------------- | ----- | ----- | ------ |
| C. A. Vélez Sarsfield Argentina | 1.ª           | 2021          | 2     | 0     | 0      | 0                | 0                | 0                | 0                     | 0                     | 0                     | 2     | 0     | 0      |
| C. A. Vélez Sarsfield Argentina | 1.ª           | 2022          | 17    | 1     | 1      | 9                | 1                | 0                | 2                     | 0                     | 0                     | 28    | 2     | 1      |
| C. A. Vélez Sarsfield Argentina | 1.ª           | 2023          | 21    | 1     | 1      | 14               | 6                | 0                | —                     | —                     | —                     | 35    | 7     | 1      |
| C. A. Vélez Sarsfield Argentina | Total club    | Total club    | 40    | 2     | 2      | 23               | 7                | 0                | 2                     | 0                     | 0                     | 65    | 9     | 2      |
| Bologna F. C. 1909 · Italia     | 1.ª           | 2024          | 8     | 1     | 1      | 0                | 0                | 0                | —                     | —                     | —                     | 8     | 1     | 1      |
| Bologna F. C. 1909 · Italia     | 1.ª           | 2024-25       | 36    | 8     | 5      | 3                | 2                | 3                | 7                     | 0                     | 0                     | 46    | 10    | 8      |
| Bologna F. C. 1909 · Italia     | Total club    | Total club    | 44    | 9     | 6      | 3                | 2                | 3                | 7                     | 0                     | 0                     | 54    | 11    | 9      |
| Total carrera                   | Total carrera | Total carrera | 84    | 11    | 8      | 26               | 9                | 3                | 9                     | 0                     | 0                     | 119   | 20    | 11     |

## Palmarés

### Títulos nacionales
| Título      | Club               | País   | Año  |
| ----------- | ------------------ | ------ | ---- |
| Copa Italia | Bologna F. C. 1909 | Italia | 2025 |